# River-Klasse (1941)
Im Zweiten Weltkrieg entstanden 139 Fregatten der River-Klasse auf Werften in Großbritannien, Kanada und Australien, um vorrangig die Geleitzüge auf dem Nordatlantik gegen die Angriffe deutscher Unterseeboote zu verteidigen. 1940 bestellte die Royal Navy die ersten Schiffe dieses neuen Typs, die nach Flüssen in Großbritannien benannt waren, was zum Namen der Klasse führte. Obwohl die für Kanada gebauten Einheiten nach Städten benannt wurden, gehörten auch die dort entstandenen Einheiten zur River-Klasse. Anfangs wurden die neuen Einheiten als „Zwei-Schrauben-Korvetten“ bezeichnet, es setzte sich dann aber die vom Befehlshaber der Royal Canadian Navy, Vizeadmiral Percy Nelles (1892–1951), vorgeschlagene Bezeichnung „Fregatte“ durch. Im Oktober 1941 bestellte Kanada erstmals 33 „Fregatten“.

Da waren schon am 11. Februar 1941 die ersten elf Schiffe des neuen Typs bei fünf britischen Werften bestellt worden. Davon gingen allein fünf Aufträge an die Konstruktionswerft, Smiths Dock Company, die nicht nur die beiden Typschiffe fertigte, sondern auch noch weitere Aufträge erhielt und schließlich 18 Schiffe der River-Klasse fertigte. Vom April bis zum Jahresende wurden dreizehn Schiffe der River-Klasse in Großbritannien gefertigt und an die Royal Navy ausgeliefert; 1943 lieferten britische Werften weitere 29 und 1944 noch 15 Fregatten ab; der letzte britische Neubau der Klasse, die zweite Ribble, wurde Ende Juli 1944 abgeliefert.

Als Nachfolger und Ersatz hatte die Royal Navy die Loch-Klasse entwickelt und die Fertigung von Sloops der Black Swan-Klasse erhöht. Am 10. April 1944 hatte die Royal Navy mit der Loch Fada von John Brown & Company in Clydebank das Typschiff der neuen Klasse übernommen; mit der Loch Dunvegan und der kanadischen Loch Morlich waren auch schon zwei weitere Neubauten der neuen Klasse im Dienst.
1942 kamen mit Asheville und Natchez zwei von Canadian Vickers gefertigte Schwesterschiffe in den Dienst der US Navy. Die Royal Navy hatte einen Auftrag an Canadian Vickers für zehn Fregatten an die US Navy abgetreten. 1943 hatte sich die Lage auf dem Atlantik weitgehend zu Gunsten der Anglo-Amerikaner gewendet und die US Navy verzichtete auf die anderen acht Schiffe des übernommenen Auftrags, die dann für die Kriegsdauer per Lend Lease an die Royal Navy abgegeben wurden. Es entstandenen aber in den USA noch 98 Schiffe der Tacoma-Klasse nach dem Muster der britischen River-Klasse; 21 Schiffe dieser Klasse wurden an die Royal Navy schon bei Fertigstellung verliehen und dort als Colony-Klasse bezeichnet.
Neben den vorgenannten Schiffen für US Navy entstanden noch 60 weitere River-Fregatten für die Royal Canadian Navy bis zum Dezember 1944 auf fünf kanadischen Werften; über 20 weitere Aufträge wurden nicht mehr ausgeführt. Mit weiteren sieben von der Royal Navy 1944 übernommenen Einheiten wurde die kanadische Navy der größte Nutzer von Fregatten der River-Klasse.
Auch die australische Marine sollte den britischen Typ erhalten. Von 22 bestellten Schiffen wurden 12 zwischen November 1943 und April 1947 fertiggestellt. Von ihnen ist die HMAS Diamantina – seit 1988 Museumsschiff – erhalten.
Das bekannteste Schiff der Klasse dürfte die ehemalige HMCS Stormont sein. Sie wurde von Aristoteles Onassis gekauft, der sie zur Luxusyacht Christina umbauen ließ.

## Entwurfsgeschichte
Die River-Klasse wurde von William Reed, dem Konstrukteur der Werft Smiths Dock Company, in South Bank-on-Tees/Middlesbrough entworfen. Die neuen Geleitschiffe sollten etwa die Kampffähigkeiten und die Reichweite der Sloops der Black Swan-Klasse erhalten, aber schnell und kostengünstig auf zivilen Werften gebaut werden können. Auch sollten die Schiffe nicht mit teuren und aufwändiger zu bauenden Turbinen ausgerüstet werden, sondern mit bewährten, kostengünstigen Kolbendampfmaschinen. Alles Vorgaben wie man sie schon unmittelbar nach Kriegsbeginn bei der Konstruktion und dem Bau der Korvetten der Flower-Klasse umgesetzt hatte. Mit den neuen Schiffen wollte die Royal Navy die Abwehr der Konvois verbessern und ältere Einheiten bis einschließlich der Flower-Klasse ersetzen.

Die Verbesserung gegenüber der Vorgänger-Klasse umfasste wesentlich verbesserte Raummöglichkeiten an Bord, um längere Einsätze durchführen zu können. Der Doppelschrauben-Antrieb erhöhte die Höchstgeschwindigkeit der neuen Einheiten nur um 3 Knoten, er sollte aber vorrangig die Manövrierfähigkeiten weiter verbessern und mit den größeren Vorräten an Bord eine fast doppelt so große Reichweite von fast 7200 Seemeilen bei 12 kn ermöglichen. Von anfangs 440 ts Treibstoff auf den ersten 24 Fregatten stieg der Vorrat auf 646 ts durch Verzicht auf Schlingertanks bzw. Umbau damit schon gefertigter Einheiten. Damit stieg die Einsatzreichweite von 7200 sm bei 12 kn auf 7500 sm bei 15 kn.

Auch die Bewaffnung sollte weiter optimiert werden. Als Artillerie wurden zwei 102 mm-L/40-Mk.XIX-Geschütze gegen aufgetauchte U-Boote aufgestellt, die aber auch Flugabwehrfähigkeiten und die Möglichkeit, Leuchtgranaten zu verschießen, boten. Dazu erhielten die beiden ersten Schiffe noch zwei einzelne QF 2-Pfünder-Marinegeschütze und vier 20-mm-Oerlikon-Kanonen; die folgenden Einheiten erhielten keine pom-pom aber bis zu sechs Oerlikon-Kanonen. Im Laufe des Krieges erfolgte bei vielen Einheiten ein teilweiser Ersatz der einzelnen Oerlikons durch Zwillingsgeschütze.

Zur Bekämpfung von getauchten U-Booten wurden die Fregatten mit einem Hedgehog-Werfer auf der Back ausgestattet und verfügten im Heckbereich über zwei Ablaufschienen und vier (anfangs z. T. auch acht) Werfer für Wasserbomben. Zur Erkennung und Bekämpfung ihrer Gegner wurde die Radar- wie Sonar-Ausstattung der Fregatten laufend modernisiert.

### Die Bauten in Großbritannien
Mit 18 fertiggestellten Fregatten baute Smiths Dock Company in Middlesbrough zwischen April 1941 und Februar 1944 die meisten Schiffe der Klasse in Großbritannien. Sieben Schiffe entstanden bei Charles Hill & Sons in Bristol zwischen September 1941 und Mai 1944, je sechs Fregatten lieferten Henry Robb in Leith und Hall, Russell & Company in Aberdeen, je fünf Fleming & Ferguson in Paisley und Blyth Dry Docks & Shipbuilding Company in Blyth (Northumberland) und A. & J. Inglis in Glasgow, je zwei William Simons & Co. in Renfrew und George Brown & Co in Greenock. Dazu lieferte John Crown & Sons in Sunderland die Ettrick als einzige River-Fregatte. Nicht alle 57 in Großbritannien gebauten Schiffe gelangten in den Dienst der Royal Navy. Einige wurden von verbündeten Marinen in Dienst gestellt und dienten unter diesen schon im Zweiten Weltkrieg: dies gilt für die niederländische Johan Maurits van Nassau, vermutlich für drei der Fregatten der Forces françaises libres und vier der sieben von der RN der RCN 1944 verliehenen Fregatten, von denen die schwer getroffenen Teme am 29. März 1945 zwar eingebracht werden konnte, aber nicht wiederhergestellt wurde.

Abweichend von den anderen Schiffen der Klasse erhielten sechs britische River-Fregatten als Antrieb doch Parsons-Turbinen mit einer Leistung von 6500 PS, die ihnen eine Höchstgeschwindigkeit von 20,5 Knoten gab. Die Einsatzreichweite der Turbinenschiffe betrug 7200 Seemeilen bei einer Marschgeschwindigkeit von 12 kn. Als normale Besatzung sollten diese Schiffe nur 107 Mann erhalten. Bei den Turbinenschiffen handelte es sich um die als 2., 3. und 5. von A. & J. Inglis gefertigten Fregatten Tweed, Helmsdale und Halladale, die zwischen dem 28. April 1943 und dem 11. Mai 1944 abgeliefert wurden. Auch so angetrieben wurde die einzige von John Crown & Sons am 11. Juli 1943 abgelieferte Fregatte Ettrick, die dann ab Februar 1944 von der RCN eingesetzt wurde, sowie die beiden von George Brown & Co gelieferten Fregatten Chelmer und Cam.

Ab 1944 wurden britische River-Fregatten für den Krieg gegen Japan umgerüstet, wobei die Luftabwehr dieser Schiffe mit 40-mm-Bofors-Kanonen verstärkt wurde. Bei Kriegsende waren 15 in Großbritannien gebaute River-Fregatten mit ein bis vier dieser Maschinenkanonen ausgestattet.

#### Kriegsverluste der Royal Navy
Während des Zweiten Weltkriegs gingen Itchen am 23. September 1943, Tweed am 7. Januar und Mourne am 15. Juni 1944 auf See durch deutsche U-Boote verloren. Zu Totalschäden wurden die schon am 20. September 1943 schwer beschädigte Lagan, die in Canada im US-Auftrag gebaute und 11. Dezember 1943 torpedierte Cuckmere, die am 18. Juli 1944 schwer beschädigte Cam  und die am 29. März 1945 unter kanadischem Kommando torpedierte Teme erklärt.
| Name°(s. u.)           |      | Werft                                     | Baubeginn  | Stapellauf | in Dienst                 | bis                   | Schicksal |
| ---------------------- | ---- | ----------------------------------------- | ---------- | ---------- | ------------------------- | --------------------- | --- |
| Aire                   | K262 | Fleming & Ferguson³, BauN° 597            | 12.06.1942 | 22.04.1943 | 28.07.194334.             | 20.12.1946 †          | nahe den Paracel-Inseln aufgelaufen und gesunken; Mannschaft konnte von einem passierenden Versorgungsschiff abgeborgen werden. |
| Annan                  | K404 | Hall, Russell & Co.6., BauN° 774          | 10.06.1943 | 29.12.1943 | 13.06.194456. RCN         | 20.06.1945 wieder RN  | 1945 an Dänemark, als Niels Ebbesen (F339) vom 27. November 1945 bis 8. Mai 1963 Schulschiff in der Dänischen Flotte, dann abgebrochen |
| Avon                   | K097 | Charles Hill & Sons5.                     | 8.01.1943  | 19.06.1943 | 18.09.194339.             |                       | 1949 an Portugal als Nuno Tristão (F332), 1972 abgebrochen |
| Awe                    | K526 | Fleming & Ferguson5., BauN° 652           | 27.05.1943 | 28.12.1943 | 21.04.194452.             |                       | 1949 an Portugal als Diogo Gomes (F331), Oktober 1968 aus Flotte ausgeschieden. |
| Ballinderry            | K255 | Blyth Dry Docks²                          | 6.11.1941  | 7.12.1942  | 2.09.194337.              |                       | ab 1947 in Reserve, ab 7. Juli 1961 Abbruch in Blyth (Northumberland) |
| Bann                   | K256 | Charles Hill & Sons³                      | 18.06.1942 | 29.12.1942 | 7.05.194323.              | 5.12.1945             | an Indien als Tir, Kadettenschulschiff, 30. September 1977 außer Dienst. |
| Braid L'Aventure       | K263 | W. Simons & Co.², BauN°761                | 1.12.1942  | 30.11.1943 | 21.01.194445.             |                       | von Frei-Französische Marine als L'Aventure (1950: F707) in Dienst gestellt, 1964 außer Dienst |
| Cam                    | K264 | George Brown & Co.²                       | 30.06.1942 | 31.07.1943 | 31.01.194446.             | 18.07.1944 †          | Turbinenantrieb, am 18. Juli 1944 bei einem Wasserbombenangriff nahe St. Catherine’s Point durch ein U-Boot schwer beschädigt, 55 Verletzte auf der Fregatte; vom Schwesterschiff Cape Breton nach Yarmouth eingeschleppt; schließlich zum Totalverlust erklärt und in Sunderland ab Juli 1945 abgebrochen.                                                              |
| Chelmer                | K221 | George Brown & Co1., BauN°224             | 29.12.1941 | 27.03.1943 | 29.09.194340.             |                       | Turbinenantrieb, im August 1957 abgewrackt |
| Dart                   | K21  | Blyth Shipbuilding1.                      | 8.09.1941  | 10.10.1942 | 15.05.194324.             |                       | November 1956 zum Abbruch verkauft, der 1957 erfolgte. |
| Derg                   | K257 | Henry Robb³, BauN°330                     | 16.04.1942 | 7.01.1943  | 10.06.194327.             |                       | 1951 zur RNVR als Trainingsschiff Wessex, später Cambria; ab September 1960 Abbruch bei Cashmore, Newport. |
| Deveron                | K265 | Smiths Dock10., BauN°1109                 | 16.04.1942 | 12.10.1942 | 2.03.194319.              | .12.1945 RIN          | abgegeben Indien als Dhanush (K265), 1947 an Pakistan: PNS Zulfiqar (K265), am 6. Dezember 1971 wurde die Fregatte von der eigenen Luftwaffe während des Krieges mit Indien irreparabel beschädigt, erst 1983 abgebrochen. |
| Dovey                  | K523 | Fleming & Ferguson4., BauN° 602           | 23.03.1943 | 14.10.1943 | 25.02.194450.             |                       | ab 2. November 1955 Abbruch. |
| Ettrick                | K254 | John Crown & Sons1., BauN°204             | 31.12.1941 | 5.02.1943  | 11.07.194332.             | 29.01.1944 RCN        | Turbinenantrieb, 30. Mai 1945 zurück zur Navy, Reserve, ab Juni 1953 Abbruch. |
| Exe                    | K92  | Fleming & Ferguson1., BauN° 579           | 16.05.1941 | 19.03.1942 | 6.08.19425.               |                       | in Reserve 1946 bis 1955, 20. September 1956 nach Preston zum Abbruch verkauft. |
| Fal                    | K266 | Smiths Dock9., BauN°1107                  | 20.05.1942 | 11.09.1942 | 7.02.194316.              | 25.05.1947            | verliehen an Burma am 25. Mai 1947, als Mayu übernommen; 8. September 1979 außer Dienst, Museumsschiff |
| Frome                  | K267 | Blyth Shipbuilding³                       | 19.12.1941 | 30.05.1942 | 1.06.194326.              | 3.03.1944 FNFL        | an Freie Franzosen als L'Escarmouche (1950: F709), 1957 umbenannt in L'Ailette ?, Juni 1961 zum Abbruch |
| Glenarm 2.44 Strule    | K258 | Henry Robb4., BauN°331                    | 20.06.1942 | 8.03.1943  | 30.07.194335.             | 25.09.1944 FNFL       | am 1. Februar 1944 in Strule umbenannt; am 25. September 1944 an Frankreich als Croix de Lorraine (K258, 1950: F710), September 1961 a. D. |
| Halladale              | K417 | A. & J. Inglis5., BauN°1226               | 25.06.1943 | 28.01.1944 | 11.05.194453.             |                       | Turbinenantrieb, an Townsend Brothers als Fähre verkauft, ab 1. April 1949 umbenannt in Norden, 1962 umbenannt in Turist Expressen. |
| Helford                | K252 | Hall, Russell & Co.³, BauN°???            | 27.06.1942 | 6.02.1943  | 26.06.194330.             |                       | Abbruch ab 29. Juni 1956. |
| Helmsdale              | K253 | A. & J. Inglis³, BauN°1185                | 13.08.1942 | 5.06.1943  | 15.10.194341.             |                       | Turbinenantrieb, Abbruch ab 14. November 1957. |
| Itchen                 | K227 | Fleming & Ferguson², BauN° 582            | 14.07.1941 | 29.07.1942 | 28.12.194213.             | 23.09.1943 †          | durch U 666 versenkt auf 53-25N, 39-42W, 230 Tote einschließlich zuvor Geretteter anderer Schiffe, nur drei Überlebende, erstes Schiff der Klasse, das im Einsatz versenkt wurde |
| Jed                    | K235 | Charles Hill & Sons1,, Bristol            | 27.09.1941 | 30.07.1942 | 30.11.19429.              |                       | ab 1946 in Reserve, ab 25. Mai 1957 Abbruch in Milford Haven |
| Kale                   | K241 | A. & J. Inglis1., BauN°1162               | 22.09.1941 | 24.06.1942 | 4.12.194210.              |                       | November 1956 Verkauf zum Abbruch nach Newport, der 1957 erfolgte. |
| Lagan                  | K259 | Smiths Dock7., BauN°1105                  | 7.01.1942  | 28.07.1942 | 21.12.194211.             | 20.09.1943 †          | war an der Versenkung von U 89 am 12. und U 753 am 13. Mai 1943 beteiligt, am 20. September 1943 wurde die Fregatte dann durch U 270 bei der Sicherung eines Geleitzuges torpediert; die Fregatte konnte eingeschleppt werden, wurde aber zum Totalverlust erklärt und wurde so der erste Verlust der Klasse, am 21. Mai 1946 Reste zum Abbruch verkauft.                |
| Lochy                  | K365 | Hall, Russell & Co.5., BauN° 772          | 23.02.1943 | 30.10.1943 | 8.02.194448.              |                       | Abbruch in Troon ab 29. Juni 1956. |
| Meon                   | K269 | A. & J. Inglis4., BauN°1186               | 31.12.1942 | 4.08.1943  | 7.02.194447. RCN          | 23.04.1945 RN         | an RN zurückgegeben, 1952 bis 1965 HQ-Schiff für amphibische Einsätze im Persischen Golf, Abbruch ab 14. Mai 1966 in Blyth als letzte River-Fregatte der Royal Navy. |
| Monnow                 | K441 | Charles Hill & Sons7.                     | 28.09.1943 | 4.12.1943  | 11.05.194454.             | 3.08.1944 RCN         | Rückgabe an RN am 11. Juni 1945, 1945 an Dänemark als Holger Danske (F338), 1960 abgebrochen. |
| Mourne                 | K261 | Smiths Dock12., BauN°1108                 | 21.03.1942 | 24.09.1942 | 30.04.194322.             | 15.06.1944 †          | durch U 767 im Ärmelkanal auf 49-35N, 05-30W versenkt (111 Tote, 27 Überlebende). |
| Moyola                 | K260 | Smiths Dock8., BauN°1106                  | 9.02.1942  | 27.08.1942 | 15.01.194314.             | 15.10.1944 FNFL       | an die Frei-Französische Marine als Tonkinois am 15. Oktober 1944; 1953 a. D. |
| Nadder                 | K392 | Smiths Dock17., BauN°1115                 | 11.03.1943 | 15.09.1943 | 20.01.194444.             | 12.1945 RIN           | Abgabe an Indien als Shamsher 1945, 1947 an Pakistan, 2. März 1959 zum Abbruch verkauft |
| Nene                   | K270 | Smiths Dock11., BauN°1110                 | 20.06.1942 | 9.12.1942  | 8.04.194320.              | 4.06.1944 RCN         | an der Vernichtung von U 536 am 20. November 1943 und U 257 am 24. Februar 1944 beteiligt; im Juni 1944 zur RCN, am 11. Juni 1945 wieder zurück zur RN; ab August 1955 in Briton Ferry verschrottet. |
| Ness                   | K219 | Henry Robb1., BauN°326                    | 3.09.1941  | 30.07.1942 | 22.12.194212.             |                       | im September 1956 zum Abbruch verkauft. |
| Nith                   | K215 | Henry Robb², BauN°327                     | 5.09.1941  | 25.09.1942 | 16.02.194317.             | 6.1944 Mistel-Treffer | 24. Juni 1944 von einer Mistel (10 Tote, 26 Schwerverwundete) getroffen, Mitte 1945 noch Einsatz zur Befreiung Malayas, im November 1948 an Ägypten als Domiat abgeben, in der Nacht zum 31. Oktober 1956 vom britischen Leichten Kreuzer New Foundland zusammengeschossen und von dessen Begleitzerstörer Diana endgültig versenkt, der noch 69 Überlebende retten kann |
| Odzani                 | K356 | Smiths Dock16., BauN°1114                 | 18.11.1942 | 19.05.1943 | 2.09.194338.              |                       | Abbruch ab Juni 1957. |
| Plym                   | K271 | Smiths Dock13., BauN°1111                 | 1.08.1942  | 4.02.1943  | 16.05.194325.             |                       | am 3. Oktober 1952 vor Montebello-Inseln, Western Australia beim 1. britischen Atombombenversuch, Operation Hurricane, versenkt. |
| Ribble J.M. van Nassau | K251 | William Simons & Co.1., BauN°756          | 29.12.1942 | 23.04.1943 | 25.06.194329. Niederlande | J.M.v.Nassau          | in der Ausrüstung an die Niederlande abgegeben, Hr.Ms. Johan Maurits van Nassau, 1960 außer Dienst |
| Ribble II              | K525 | Blyth Shipbuilding5.                      | 31.12.1942 | 10.11.1943 | 24.07.194457. RCN         | 11.06.1945 wieder RN  | letztes in GB gefertigtes Schiff der Klasse; Abbruch am 9. Juli 1957. |
| Rother                 | K224 | Smiths Dock Co1, BauN°1099                | 26.06.1941 | 20.11.1941 | 3.04.19421.               |                       | 1. fertiggestellte Fregatte der River-Klasse, Abbruch ab 22. April 1955. |
| Spey                   | K246 | Smiths Dock², BauN°1100                   | 18.07.1941 | 18.12.1941 | 19.05.1942²               |                       | November 1948 Verkauf an Ägypten als Rashied; in GB überholt, im April 1950 nach Ägypten, zuletzt Tender der ägyptischen U-Boote |
| Swale                  | K217 | Smiths Dock³, BauN°1101                   | 19.08.1941 | 16.01.1942 | 24.06.1942³               | 26.07.1945 Südafrika  | im Januar 1946 Rückgabe; Abbruch ab 26. Februar 1955. |
| Taff                   | K637 | Charles Hill & Sons6.                     | 14.05.1943 | 11.09.1943 | 7.01.194443.              |                       | Abbruch ab Juni 1957. |
| Tavy                   | K272 | Charles Hill & Sons4.                     | 17.10.1942 | 3.04.1943  | 3.07.194331.              |                       | Abbruch der Fregatte ab 28. September 1956. |
| Tay                    | K232 | Smiths Dock4., BauN°1102                  | 10.09.1941 | 18.03.1942 | 5.08.19424.               | Singapur              | 1947 UK / Reserve, Abbruch in Rosyth ab 28. September 1956. |
| Tees                   | K293 | Hall, Russell & Co.4., BauN° 771          | 21.10.1942 | 20.05.1943 | 28.08.194336.             |                       | Abbruch ab 16. Juli 1956. |
| Teme                   | K458 | Smiths Dock18., BauN°1116                 | 25.05.1943 | 11.11.1943 | 28.02.194451. RCN         | 29.03.1945 sch.b.     | Abgabe an RCN; am 29. März 1945 von U 315 nahe Lands End auf 50-07N, 05-45W torpediert, zum Totalverlust erklärt, am 8. Dezember 1945 zum Abbruch verkauft. |
| Test                   | K239 | Hall, Russell & Co1., Aberdeen, BauN° 765 | 15.08.1941 | 30.05.1942 | 12.10.19427.              |                       | Abgabe an Indien als Neza 1946, Rückgabe im April 1947; Abbruch ab 25. Februar 1955. |
| Teviot                 | K222 | Hall, Russell & Co.², BauN° 766           | 4.10.1941  | 12.10.1942 | 30.01.194315.             | 10.06.45 Südafrika    | schon im Januar 1946 Rückgabe; Abbruch ab 29. März 1955. |
| Torridge La Surprise   | K292 | Blyth Shipbuilding4.                      | 17.10.1942 | 16.08.1943 | 6.06.194455.              | La Surprise           | Juni 1944 zur Freien Französischen Marine, 1964 an Marokko als Königsyacht Al Maouna |
| Towy                   | K294 | Smiths Dock14, BauN°1112                  | 3.09.1942  | 4.03.1943  | 10.06.194328.             |                       | Abbruch ab 27. Juli 1956. |
| Trent                  | K243 | Charles Hill & Sons²                      | 31.01.1942 | 10.10.1942 | 27.02.194318.             |                       | im April 1946 an die Indische Marine als Kukri, 1952 Vermessungsschiff Investigator, 1975 abgebrochen. |
| Tweed                  | K250 | A. & J. Inglis², BauN°1170                | 31.12.1941 | 24.11.1942 | 28.04.194321.             | 07.01.1944 †          | versenkt durch U 305 südwestlich von Irland auf 48-18N, 21-19W, 83 Mann verloren ihr Leben, 44 Überlebende konnte das Schwesterschiff Nene (K270) retten. |
| Usk                    | K295 | Smiths Dock15., BauN°1113                 | 6.10.1942  | 3.04.1943  | 14.07.194333.             |                       | 1948 Abgabe an Ägypten als Abikir. |
| Waveney                | K248 | Smiths Dock5., BauN°1103                  | 10.08.1941 | 30.04.1942 | 16.09.19426.              |                       | Abbruch ab Dezember 1947. |
| Wear                   | K230 | Smiths Dock6., BauN°1104                  | 16.10.1941 | 1.06.1942  | 24.10.19428.              |                       | Abbruch ab 29. Dezember 1957. |
| Windrush               | K370 | Henry Robb5., BauN°340                    | 18.11.1942 | 18.06.1943 | 3.11.194342.              | .02.1944 an FNFL      | an die frei-französische Marine als Découverte (K370) bis 1964, dann stationäres Trainingsschiff Lucifer in Querqueville, Frankreich, für die Feuerwehr. |
| Wye                    | K371 | Henry Robb6., BauN°341                    | 18.11.1942 | 16.08.1943 | 9.02.194449.              |                       | Abbruch ab 22. Februar 1955. |

° die in der englischen Wikipedia vorhandenen Artikel sind ggf. rot gekennzeichnet

### Die in Kanada gebauten Fregatten
Im Oktober 1941 erfolgten die ersten Bestellungen von Schiffen der River-Klasse in Kanada.

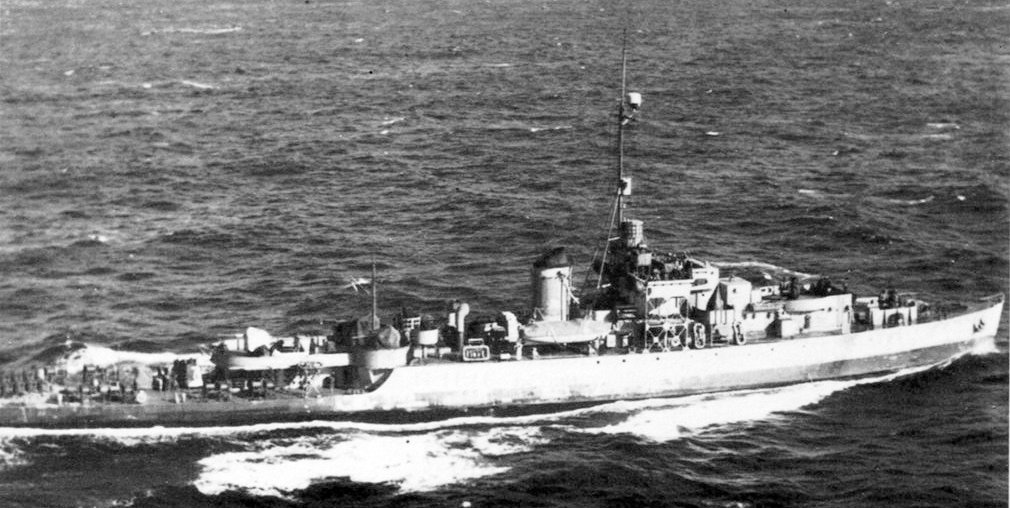
USS Asheville, die erste in Kanada gebaute Fregatte

Zum einen bestellte die Royal Navy sieben Schiffe der Klasse bei Canadian Vickers in Montreal, denen am 9. Dezember noch drei weitere Bestellungen folgten. Diese zehn Bauaufträge wurden dann an die US Navy abgegeben, die beim Kriegsbeitritt einen erheblichen Mangel an Geleitfahrzeugen feststellte. Aber schon nach Abnahme der beiden ersten Schiffe (USS Asheville, Natchez) Ende 1942 hatte sie die Überzeugung, geeignete Fahrzeuge in ausreichender Zahl selbst herstellen zu können, so dass sie die anderen acht Neubauten über Lend Lease-Verträge an Großbritannien abgab.

Darüber hinaus begann die US-amerikanische Fertigung einer eigenen Variante der britischen River-Klasse in Form der Tacoma-Klasse. Von dieser entstanden 96 Schiffe, die zwischen November 1943 und Februar 1945 fertiggestellt wurden. Von den amerikanischen Neubauten gelangten 21 bei ihrer Fertigstellung per Lend-Lease an die Royal Navy, die sie gemäß ihrer Namen im britischen Dienst als Fregatten der Colony-Klasse bezeichnete.
Die acht in Canada anfangs für die Royal Navy begonnenen, dann die US Navy weitergebauten Fregatten, kamen per Leih- und Pachtgesetz schließlich doch in den Dienst der Royal Navy zwischen April (HMS Barle) und September 1943 (HMS Shiel); die sieben den Krieg überlebenden Einheiten wurden bis März 1946 der USN übergeben, die sie zum Abbruch oder an neue Nutzer verkaufte.

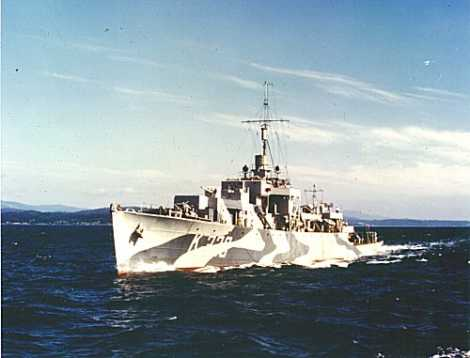
HMCS Wakesiu, die erste für Kanada gebaute Fregatte

Darüber hinaus bestellte die kanadische Regierung im Oktober 1941 auch eigene Fregatten bei kanadischen Werften, deren Waffen und Suchgeräte auch aus kanadischer Fertigung kommen sollten. Als Hauptartillerie war bei diesen Einheiten ein 102-mm-L/45-Mk XVI-Zwillingsturm ergänzt mit einem 76 mm-12pdr-Flakgeschütz vorgesehen. Da die Zwillingstürme noch nicht zur Verfügung standen, wurden die ersten 15 Schiffe mit einem Einzelgeschütz ausgestattet, aber später, soweit noch vorhanden, nachgerüstet. Dazu kam vier 20-mm-Oerlikon-Zwillingsgeschütze an den Brückenseiten und auf einer Plattform weiter hinten. Die Waffenausstattung zum Angriff auf getauchte U-Boote entsprach den britischen Einheiten.

Als erste von Beginn an für die Royal Canadian Navy gebaute Fregatte der River-Klasse kam am 16. Juni 1943 die bei Yarrows in Esquimalt gebaute Wakesiu in deren Dienst. Auf der einzigen geeigneten kanadischen Bauwerft an der Pazifikküste wurden 17 Fregatten gebaut. Mit acht Fregatten von Morton Engineering and Dry Dock Company in Quebec, weiteren 16 von Canadian Vickers (nach den zehn US Navy/Royal Navy-Neubauten) sowie zwölf Fregatten von Davie Shipbuilding & Repairing Co. und sieben von G. T. Davie beide in Lauzon waren fünf kanadische Werften am Programm beteiligt. Als 60. und letztes Schiff dieses Programms kam am 13. Dezember 1944 dann die bei Davie Shipbuilding entstandene Carlplace in den Dienst der RCN.

Die Royal Canadian Navy wurde der größte Nutzer der Fregatten der River-Klasse, obwohl sie im Dezember 1943 Aufträge für weitere 24 River-Fregatten gekündigt hatte. Neben den 60 fertiggestellten Neubauten übernahm die kanadische Marine ab Ende Januar 1944 zeitweise auch sieben für Großbritannien gebaute River-Fregatten zum Teil schon bei ihrer Fertigstellung und setzte sie hauptsächlich vor Europa ein. Ab Ende März bis Juni 1945 wurden diese Einheiten der Royal Navy zurückgegeben, von denen die von einem deutschen U-Boot torpedierte Teme als Totalschaden eingestuft wurde und ab 1946 in Llanelli, Wales, abgebrochen wurde.

#### Kriegsverluste der RCN

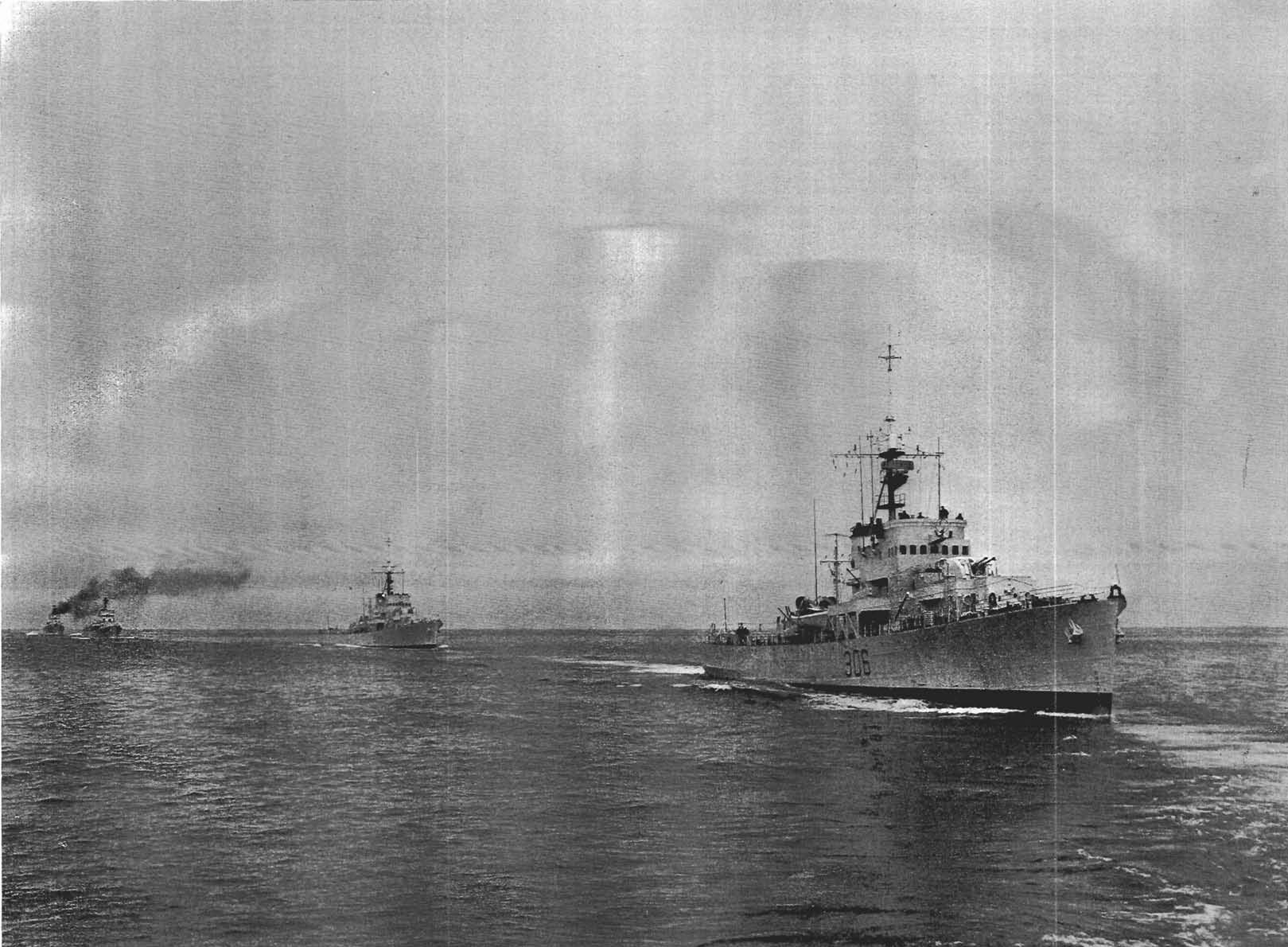
Die Swansea und weitere modernisierte Fregatten in den 60ern

Während des Weltkriegs versenkte U 548 am 14. Oktober 1944 Valleyfield. Zu Totalverlusten erklärt wurden auch die torpedierten, aber schwer beschädigt eingeschleppten Chebogue und Magog sowie die am 29. März 1945 unter kanadischem Kommando torpedierte Teme.
| Schiff              |              | Bauwerft                                                  | Kiellegung | Stapellauf | in Dienst        | a. D.       | Schicksal |
| ------------------- | ------------ | --------------------------------------------------------- | ---------- | ---------- | ---------------- | ----------- | --- |
| Adur USS Asheville  | K296 PF-1    | Canadian Vickers1, Montreal, BauN°155                     | 10.03.1942 | 22.08.1942 | 1.12.1942 USN    | 14.01.1946  | vor Fertigstellung an USN als USS Asheville (PG-101), 1. in Kanada fertiggestellte Fregatte, 15. April 1943 PF-1; 1946 als Hercules an Argentinien, 1961 Vermessungsschiff Juan B. Azopardo (GC 11), 1973 gestrichen                                                              |
| Annan USS Natchez   | K297 PF-2    | Canadian Vickers², BauN°156                               | 16.03.1942 | 12.09.1942 | 16.12.1942A2 USN | 14.01.1946  | von der Royal Navy bestellt, Neubau wurde erst der RCN, dann am 20. Juli 1942 der USN als USS Natchez (PG-102) übertragen., am 19.03.1948 an die Dominikanische Republik als Juan Pablo Duarte (F102) verkauft, 1949 aufgelaufen, verkauft Privatyacht Moineau, 1959 abgebrochen. |
| Antigonish          | K661 FFE 301 | Yarrows 14, Esquimalt, BauN°93                            | 2.10.1943  | 10.02.1944 | 4.07.194435.     | 2.05.1946   | in die Reserve, am 12. Oktober 1957 nach Umbau wieder in Dienst als FFE 301 vom Prestonian-Typ, 30. November 1966 außer Dienst, 1968 Abbruch in Japan. |
| HMS Barle           | K298         | Canadian Vickers³, BauN°157                               | 29.04.1942 | 26.09.1942 | 30.04.1943A3 RN  | 27.02.1946  | an USN als PG-103, unter Lend-Lease an RN: Atlantik/1945 Pazifik, im Februar 1946 zurück zur USN, Abbruch. |
| Beacon Hill         | 303          | Yarrows12, Esquimalt, BauN°91                             | 16.07.1943 | 6.11.1943  | 16.05.194425.    | 2.06.1946   | in die Reserve. 21. Dezember 1957 wieder in Dienst als FFE 303 vom Prestonian-Typ, am 15. September 1967 als letztes Schiff der RCN von diesem Typ außer Dienst, 1968 Abbruch in Japan.                                                                                           |
| Buckingham          | K685 FFE 314 | Davie Shipbuilding, Lauzon                                | 11.11.1943 | 29.04.1944 | 2.11.194456.     | 16.11.1945  | in die Reserve, am 25. Juni 1954 wieder in Dienst als FFE 314 vom Prestonian-Typ, ab 1956 Versuche mit Bordhubschraubern, am 23. März 1965 außer Dienst, Abbruch in La Spezia 1966.                                                                                               |
| Cap de la Madeleine | K663 FFE 317 | Morton Engineering8, BauN°31,                             | 5.11.1943  | 13.05.1944 | 30.09.194452.    | 25.11.1945  | als vorletztes Schiff der 1. Bestellung fertiggestellt, 1945 in die Reserve, am 7. Dezember 1954 wieder in Dienst als FFE 317 vom Prestonian-Typ, außer Dienst am 15. Mai 1965, Abbruch in La Spezia 1966.                                                                        |
| Cape Breton         | K350         | Morton Engineering², Quebec, BauN°26                      | 5.05.1942  | 24.11.1942 | 25.10.19437.     | 26.01.1946  | 1947 zum Abbruch verkauft, Rumpfteil als Wellenbrecher bei Kelsey Bay, British Columbia, versenkt. |
| Capilano            | K409         | Yarrows16, Esquimalt, BauN°95                             | 18.11.1943 | 8.04.1944  | 25.08.194443.    | 24.11.1945  | 1947 für zivile Nutzung umgebaut als Irving Francis M., 8. Dezember 1953 im Schlepp gesunken |
| Carlplace           | K664         | Davie Shipbuilding                                        | 30.11.1943 | 6.07.1944  | 13.12.194460.    | 13.11.1945  | letzter Neubau einer Fregatte der River-Klasse für die RCN, 1946 an die Dominikanische Republik als Presidente Trujillo (F101), Präsidentenyacht, 1962 in Mella umbenannt; ein Versuch, das Schiff 2003 nach Kanada als Museumsschiff zu verkaufen, scheiterte                    |
| Charlottetown       | K244         | G T Davie, Lauzon                                         | 26.01.1943 | 16.09.1943 | 28.04.194421.    | 25.03.1947  | 1947 tw. abgebrochen, Wellenbrecher in der Oyster Bay, British Columbia |
| Chebogue            | K317         | Yarrows9, Esquimalt, BauN°88                              | 19.03.1943 | 17.08.1943 | 22.02.194418.    | 25.09.1945  | am 4. Oktober 1944 durch Torpedotreffer von U 1227 bei der Sicherung des Konvois ONS 33 schwer beschädigt, 7 Tote. Nach Port Talbot eingeschleppt und zum Totalverlust erklärt.                                                                                                   |
| Coaticook           | K410         | Davie Shipbuilding,                                       | 14.06.1943 | 26.11.1943 | 25.07.194439.    | 29.11.1945  | am Tag vor der Übernahme des 39. Neubaus übernahm die RCN mit der Ribble II die vereinbarte 7. Fregatte vom River-Typ von der RN, im Februar 1962 nahe Race Rocks vor Vancouver Island als Wellenbrecher versenkt.                                                                |
| HMS Cuckmere        | K299         | Canadian Vickers4, BauN°158                               | 11.05.1942 | 24.10.1942 | 14.05.1943A4 RN  | 11.12.1943  | für USN als PG 104 bestellt, per Lend-Lease zur RN, am 11. Dezember 1943 vor Algerien von U 223 torpediert, 16 Mann tot, zum Totalverlust erklärt, Wrack im November 1946 der USN zurückgegeben.                                                                                  |
| Dunver              | K03          | Morton Engineering & Dry Dock Co.1, Quebec City,, BauN°25 | 3.05.1942  | 10.11.1942 | 11.09.19434.     | 23.01.1946  | 1948 zum Abbruch verkauft |
| Eastview            | K665         | Canadian Vickers20, BN°174                                | 26.08.1943 | 17.11.1943 | 3.06.194430.     | 17.01.1946  | Ende 1946 für den Bau eines Wellenbrechers nahe Royston versenkt |
| HMS Evenlode        | K300         | Canadian Vickers5, BauN°159                               | 28.05.1942 | 9.11.1942  | 4.06.1943A5      |             | bestellt für USN als Danville (PG-105); per Lend-Lease an RN; am 5. März 1946 zurück zur USN, 1947 verkauft. |
| HMS Findorn         | K301         | Canadian Vickers6, BauN°160                               | 25.08.1942 | 5.12.1942  | 25.06.1943A6     |             | bestellt für USN als PG-106, per Lend-Lease an RN , versenkte mit der indischen Sloop Godavari (U52) am 12. August 1944 U 198 (Type IXD2) mit gesamter Besatzung nahe den Seychellen; am 20. März 1946 zurück an USN, 1947 verkauft.                                              |
| Fort Erie           | K670 FFE312  | G T Davie, Lauzon,                                        | 3.11.1943  | 27.05.1944 | 27.10.194455.    | 22.11.1945  | In die Reserve. 17. April 1956 wieder in Dienst als FFE312 vom Prestonian-Typ, 26. März 1965 außer Dienst, 1966 Abbruch in La Spezia. |
| Glace Bay           | K414         | G T Davie, Lauzon, BauN°27                                | 23.09.1943 | 26.04.1944 | 2.09.194447.     | 17.11.1945  | 1946 abgegeben an Chile als Esmeralda, 1953 Baquedano, 1960 außer Dienst, 1968 Abbruch. |
| Grou                | K518,        | Canadian Vickers14, BauN°168                              | 1.05.1943  | 7.08.1943  | 4.12.194311.     | 25.02.1946  | Abbruch 1948/49 |
| Hallowell           | K666         | Canadian Vickers24, BN°178,                               | 22.11.1943 | 28.03.1944 | 8.08.194441.     | 7.11.1945   | 1949 abgeben an Israel als Miznak (K-32); 1952 an die Royal Ceylon Navy verkauft, jetzt Gajabahu, 1980 stationäres Schulschiff. |
| Inch Arran          | K667 FFE308  | Davie Shipbuilding, Lauzon                                | 25.10.1943 | 6.06.1944  | 18.11.194458.    | 28.11.1945  | in Reserve; 23. August 1954 wieder in Dienst als FFE 308 vom Prestonian-Typ, 23. Juni 1965 außer Dienst, vorgesehener Umbau in Museum scheiterte, 1970 Abbruch. |
| HMS Inver           | K302         | Canadian Vickers7, BauN°161                               | 14.09.1942 | 12.12.1942 | 19.07.1943A7     |             | Bestellt für USN als PG-107, per Lend-Lease an RN, 4.03.46 an USN. ?? |
| Joliette            | K418         | Morton Engineering6, BauN°30                              | 19.07.1943 | 11.12.1943 | 14.06.194432.    | 19.11.1945  | Mai 1946 an Chile als Iquique, 1966 außer Dienst, 1968 Abbruch. |
| Jonquiere           | K318 FFE318  | G T Davie, Lauzon                                         | 26.01.1943 | 28.10.1943 | 5.10.194453.     | 4.12.1945   | als letztes Schiff der 1. Bestellung fertiggestellt, 1945 in Reserve, umgebaut am 20. September 1954 wieder in Dienst als FFE 318 vom Prestonian-Typ, 23. September 1966 außer Dienst, 1967 Abbruch.                                                                              |
| Kirkland Lake       | K337         | Morton Engineering7, BauN°43                              | 16.11.1943 | 27.04.1944 | 21.08.194442.    | 14.12.1945  | 1947 Abbruch |
| Kokanee             | K419         | Yarrows13, Esquimalt, BauN°92                             | 25.08.1943 | 27.11.1943 | 6.06.194431.     | 21.12.1945  | 1950 an Indien als Lotsenschiff Bengal, 1965 Abbruch. |
| La Hulloise         | K668 FFE305  | Canadian Vickers19, BauN°173                              | 10.08.1943 | 29.10.1943 | 20.05.194427.    | 6.12.1945   | 1949 bis 1953 Schulschiff, 9. Oktober 1957 wieder in Dienst als FFE 305 vom Prestonian-Typ, 16. Juli 1965 außer Dienst, Abbruch 1966 in La Spezia. |
| Lanark              | K669 FFE321  | Canadian Vickers22, BauN°176                              | 25.09.1943 | 10.12.1943 | 6.07.194436.     | 24.10.1945  | in die Reserve, am 15. April 1956 wieder in Dient als FFE 321 vom Prestonian-Typ, 19. März 1965 außer Dienst, Abbruch 1966 in La Spezia. |
| Lasalle             | K519         | Davie Shipbuilding,                                       | 4.06.1943  | 11.12.1943 | 29.06.194434.    | 17.12.1945  | 1947 Abbruch, Wellenbrecher in Kelsey Bay, British Columbia. |
| Lauzon              | K371 FFE322  | G T Davie, Lauzon,                                        | 2.07.1943  | 10.06.1944 | 30.08.194446.    | 7.11.1945   | in die Reserve, am 12. Dezember 1953 wieder in Dienst als FFE 322 vom Prestonian-Typ.12, 24. Mai 1963 außer Dienst, 1964 Abbruch in Toronto. |
| Levis               | K400         | G T Davie, Lauzon,                                        | 25.02.1943 | 26.11.1943 | 21.07.194437.    | 21.92.1946  | 1947 Abbruch, als Wellenbrecher an der Ostküste von Vancouver Island versenkt. |
| Longueuil           | K672         | Canadian Vickers18, BN°172                                | 17.07.1943 | 30.10.1943 | 18.05.194426.    | 31.12.1945  | 1946 Abbruch, als Wellenbrecher in Kelsey Bay versenkt. |
| HMS Lossie          | K303         | Canadian Vickers8, BauN°162                               | 2.10.1942  | 30.04.1943 | 14.08.1943A8     | 26.01.1946  | bestellt von USN als PG-108, unter Lend-Lease an RN; am 26. Januar 1946 zurück zur USN, November 1946 zur zivilen Nutzung verkauft, als Adriatiki am 16. Januar 1968 in der Ägäis gesunken.                                                                                       |
| Magog               | K673         | Canadian Vickers16, BN°171                                | 16.06.1943 | 22.09.1943 | 7.05.194423.     | 20.12.1944  | 14. Oktober 1944 torpediert und schwer beschädigt durch U 1223 als Escort von Convoy ONS 33G im Sankt-Lorenz-Golf, verlor 20 m des Hecks, drei Mann getötet, nach Quebec City eingeschleppt; zum Totalverlust erklärt.                                                            |
| Matane              | K444         | Canadian Vickers11, BN°167                                | 23.12.1942 | 29.05.1943 | 22.10.19436      | 2.11.1946   | 1947 zum Abbruch verkauft, als Wellenbrecher zwischen Courtney, B.C. und Campbell River, B.C., dem sog, Oyster River genutzt. Einige Reste sind gelegentlich sichtbar, abhängig vom akuten Tidenhub.                                                                              |
| Montreal            | K319         | Canadian Vickers12, BauN°166                              | 23.12.1942 | 12.06.1943 | 12.11.19438      | 15.10.1945  | 1947 zum Abbruch nach Sydney verkauft |
| New Glasgow         | K320 FFE315  | Yarrows7, Esquimalt, BauN°86                              | 2.12.1942  | 23.06.1943 | 23.12.194316     | 4.11.1945   | In die Reserve. 30. Januar 1954 wieder in Dienst als FFE 315 vom Prestonian-Typ, 30. Januar 1967 außer Dienst, Abbruch in Japan. |
| New Waterford       | K321 FFE304  | Yarrows8, Esquimalt, BauN°87                              | 17.12.1942 | 3.07.1943  | 21.01.194417     | 7.03.1946   | In die Reserve. 31. Januar 1958 wieder in Dienst als FFE 304 vom Prestonian-Typ, 2. Dezember 1966 außer Dienst, Abbruch in Savona. |
| Orkney              | K448         | Yarrows11, Esquimalt, BauN°90                             | 19.05.1943 | 18.09.1943 | 18.04.194420     | 22.01.1946  | 1950 an Israel als Mivtakh (K-28); 1952 verkauft an Royal Ceylon Navy als Mahasena, 1964 Abbruch in Singapur. |
| Outremont           | K322 FFE310  | Morton Engineering³, Quebec, BauN°27                      | 18.11.1942 | 3.07.1943  | 27.11.19439      | 5.11.1945   | In die Reserve; am 2. September 1955 wieder in Dienst als FFE 310 vom Prestonian-Typ, 7. Juni 1965, 1966 Abbruch in La Spezia. |
| HMS Parret          | K304         | Canadian Vickers9, BauN°163                               | 6.11.1942  | 30.05.1943 | 31.08.1943A9     | 5.02.1946   | bestellt von der USN (PG-109), unter Lend-Lease an RN; Rückgabe an USN am 5. Februar 1946, 1948 Abbruch |
| Penetang            | K676 FFE316  | Davie Shipbuilding, BauN°557                              | 22.09.1943 | 6.07.1944  | 19.10.194454.    | 10.11.1945  | in die Reserve. 1. Juni 1954 wieder in Dienst als FFE 316 vom Prestonian-Typ, 1956 an Norwegen als Draug, 1966 außer Dienst u. abgebrochen. |
| Port Colborne       | K326         | Yarrows5, Esquimalt, BauN°84                              | 16.12.1942 | 21.04.1943 | 5.12.194312.     | 7.11.1945   | 1947 abgebrochen |
| Poundmaker          | K675         | Canadian Vickers26, BN°180                                | 29.01.1944 | 21.04.1944 | 17.09.194449.    | 25.11.1945  | 1947 abgegeben an Peru als Teniente Ferré , später Ferré (FE-3, 1960:FE-66), 1966 gestrichen. |
| Prestonian          | K662 FFE307  | Davie Shipbuilding                                        | 20.07.1943 | 22.06.1944 | 13.09.194448.    | 24.04.1956  | in die Reserve, am 22. August 1953 wieder in Dienst als FFE 307 vom Prestonian-Typ, 1956 an Norwegen als Troll, 1965 U-Boot-Tender Horten, 1972 gestrichen u. abgebrochen. |
| Prince Rupert       | K324         | Yarrows³, Esquimalt, BauN°82                              | 1.08.1942  | 3.02.1943  | 30.08.1943³      | 15.01.1946  | 1948 gestrichen, Rumpf versenkt als Wellenbrecher bei Royston, British Columbia. |
| Royal Mount         | K677         | Canadian Vickers25., BN°179                               | 7.01.1944  | 15.04.1944 | 25.08.194444.    | 17.11.1945  | 1947 zum Abbruch in die USA verkauft |
| Runnymede           | K678         | Canadian Vickers21., BN°175                               | 11.09.1943 | 27.11.1943 | 14.06.194433.    | 19.01.1946  | 1948 zum Abbruch verkauft, Rumpf als Wellenbrecher in Kelsey Bay, British Columbia, versenkt. |
| Saint John          | K456         | Canadian Vickers15., BauN°169                             | 28.05.1943 | 25.08.1943 | 13.12.194314.    | 27.11.1945  | 1947 Abbruch in Sydney (Nova Scotia) |
| Sea Cliff           | K344         | Davie Shipbuilding,                                       | 20.07.1943 | 7.08.1944  | 26.09.194450.    | 28.11.1945  | 1946 an Chile als Covadonga, 1966 außer Dienst, Rumpf noch 20 Jahre als Ponton genutzt. |
| HMS Shiel           | K305         | Canadian Vickers10., BauN°164                             | 19.11.1942 | 26.05.1943 | 30.09.1943A10.   | 4.03.1946   | bestellt von USN als PG-110, doch unter Lend-Lease zur RN, am 4. März 1946 zurück zur USN: USS Shiel (PG-110). ??. |
| Springhill          | K323         | Yarrows10., Esquimalt, BauN°89                            | 5.05.1943  | 7.09.1943  | 21.03.194419.    | 1.12.1945   | 1947 Abbruch in Sydney (Nova Scotia) |
| St. Catharines      | K325         | Yarrows², Esquimalt, BauN°80                              | 2.05.1942  | 5.12.1942  | 31.07.1943²      | 18.11.1945  | in die Reserve, ab Dezember 1950 Einsatz als Wetterschiff im Nordpazifik, 1968 Abbruch in Japan. |
| St. Pierre          | K680         | Davie Shipbuilding                                        | 30.06.1943 | 1.12.1943  | 28.08.194445.    | 22.11.1945  | 1947 Verkauf an Peru als Teniente Palacios, später Palacios(FE-2, 1960:FE-65), 1966 gestrichen und Abbruch. |
| St. Stephen         | K454         | Yarrows15, Esquimalt, BauN°94                             | 5.10.1943  | 6.02.1944  | 28.07.194440.    | 30.01.1946  | 1947 Wetterschiff 302, seit 1950 im Nordpazifik als Reserveschiff, 1969 verkauft, Umbau zum Fisch-Fabrikschiff |
| Ste. Therese        | K366 FFE309  | Davie Shipbuilding,                                       | 18.05.1943 | 16.10.1943 | 28.05.194429.    | 2.11.1945   | in die Reserve, nach Umbau am 21. Januar 1955 wieder in Dienst als FFE 309 vom Prestonian-Typ, 30. Januar 1967 außer Dienst, Abbruch in Japan. |
| Stettler            | K681 FFE311  | Canadian Vickers17, BN°170,                               | 31.05.1943 | 9.10.1943  | 7.05.194424.     | 9.11.1945   | in die Reserve, am 2. Februar 1954 wieder in Dienst als FFE 311 vom Prestonian-Typ, 31. August 1966 außer Dienst gestellt, Abbruch in Kanada. |
| Stone Town          | K531         | Canadian Vickers23, BN°177,                               | 17.11.1943 | 28.03.1944 | 21.07.194438.    | 13.11.1945  | Abgegeben an Department of Transport, 1952-1967 Wetterschiff im Nordpazifik, 1968 Abbruch. |
| Stormont            | K327         | Canadian Vickers13, BauN°165                              | 23.12.1942 | 14.07.1943 | 27.11.194310.    | 9.11.1945   | 1951 von Aristoteles Onassis gekauft, Umbau zur Yacht Christina. |
| Strathadam          | K682         | Yarrows17., Esquimalt, BauN°96                            | 6.12.1943  | 20.03.1944 | 29.09.194451.    | 7.11.1945   | 1947 nach Uruguay, 1950 an Israel als Misgav (K-30), 1959 abgebrochen. |
| Sussexvale          | K683 FFE313  | Davie Shipbuilding, Lauzon                                | 15.11.1943 | 12.07.1944 | 29.11.194459.    | 16.11.1945  | in die Reserve, am 8. August 1955 wieder in Dienst als FFE 313 vom Prestonian-Typ, 30. November 1966 außer Dienst gestellt, 1967 in Japan abgebrochen. |
| Swansea             | K328 FFE306  | Yarrows4., Esquimalt, BauN°83                             | 15.07.1942 | 19.12.1942 | 4.10.19435.      | 2.11.1945   | von April 1948 bis November 1953 Kadettenschulschiff, mach Umbau ab 14. November 1957 wieder in Dienst als FFE 306 vom Prestonian-Typ, 14. Oktober 1966 gestrichen, in Savona 1967 abgebrochen.                                                                                   |
| Thetford Mines      | K459         | Morton Engineering5., BauN°29                             | 7.07.1943  | 30.10.1943 | 24.05.194428.    | 18.11.1945  | 1947 verkauft, Umbau zum Fruchtschiff Thetis. |
| Toronto             | K538 FFE319  | Davie Shipbuilding & Repairing Co. Ltd., Lauzon           | 10.05.1943 | 18.09.1943 | 6.05.194422.     | 27.11.1945  | 1. fertige Fregatte des 2. Auftrages der RCN vor elf Schiffen des ersten Auftrags, in die Reserve, 26. November 1953 wieder in Dienst als FFE 319 vom Prestonian-Typ, 1956 an Norwegen als Garm, 1965 S-Boot-Tender Valkyrien, 1977 gestrichen u. abgebrochen.                    |
| Valleyfield         | K329         | Morton Engineering4., Quebec, BauN°28                     | 30.11.1942 | 17.07.1943 | 17.12.194315.    | 7.05.1944 † | durch U 548 am 7. Mai 1944 torpediert und südlich Kap Race auf 46-03N, 52-24W gesunken. 125 Tote beim Untergang, 43 Überlebende konnte HMCS Giffard (K402) bergen, von denen noch fünf starben.                                                                                   |
| Victoriaville       | K684 FFE320  | G T Davie, Lauzon                                         | 2.12.1943  | 23.06.1944 | 11.11.194457.    | 17.11.1945  | in die Reserve, am 25. September 1959 wieder in Dienst als FFE 320 vom Prestonian-Typ, am 21. Dezember 1966 umbenannt in Granby, Ersatz für den gleichnamigen Taucher-Tender, am 31. Dezember 1973 gestrichen und 1974 verschrottet.                                              |
| Wakesiu             | K330         | Yarrows1., Esquimalt, BauN°81                             | 2.05.1942  | 3.04.1943  | 16.06.19431.     | 29.01.1946  | 1. für die Royal Canadian Navy gebaute Fregatte, 1950 an Indien als Lotsenschiff Hooghly (K330). |
| Wentworth           | K331         | Yarrows6., Esquimalt, BauN°85                             | 11.11.1942 | 6.03.1943  | 7.12.194313.     | 10.10.1945  | 1947 zum Abbruch nach Sydney (Nova Scotia) verkauft |

| Bauwerft           | Schiff             | Schiff                | Schiff           | Schiff              | Schiff              | Schiff               | Schiff             | Schiff             |
| ------------------ | ------------------ | --------------------- | ---------------- | ------------------- | ------------------- | -------------------- | ------------------ | ------------------ |
| G.T.Davie          | Foster, BN°567     | Henryville, BN°564    | Lingabar, BN°565 | Merrittonia, BN°570 | Plessiville, BN°563 | Ranney Falls, BN°569 | St. Romauld, BN°31 | Sussexvale, BN°568 |
| Davie Shipbuilding | St. Agathe, BN°44  | St. Eduoard, BN°566   | Shipton, BN° ?   | Westbury, BN°30     | Westville, BN°562   | Megantic ??          | Rouyn ??           |                    |
| Canadian Vickers   | Alexandria, BN°183 | Alvington, ??         | Hardrock, BN°182 | Tisdale, BN°181     |                     |                      |                    |                    |
| Yarrows, Esquimalt | Le Havre, BN°99    | Northumberland, BN°98 | Pesquaid, BN°97  | Wulastock, BN°100   |                     |                      |                    |                    |
| ??                 | Fort Erie          |                       |                  |                     |                     |                      |                    |                    |

#### Nachkriegs-Umbauten
Gegen Kriegsende geplante Maßnahmen zum Umbau der Schiffe für einen Einsatz in den Tropen konnten wegen des dann doch raschen Kriegsendes auch mit Japan unterbleiben.

Ab 1947 wurde St. Stephen, 1950 dann auch St. Catherine`s und Stonetown dem kanadischen Küstenschutz als Wetterschiffe zugeteilt und entsprechend umgebaut.
Von 1953 bis 1959 durchliefen 21 kanadische Einheiten eine umfassenden Modernisierung (Prestonian-Type): Es blieb das 4-inch Zwillingsgeschütz; dazu kamen ein 40-mm-Bofors-Zwillingsgeschütz und vier Bofors-Einzelgeschütze, zwei Squid-Werfer und eine total modernisierte elektronische Ausrüstung. Von diesen modernisierten Einheiten wurden 1954 drei an den NATO-Partner Norwegen abgegeben.

Nach ihrem Umbau 1954 erhielt kanadischen Fregatte Buckingham zusätzlich noch ein Hubschrauber-Landedeck, auf dem ab 1956 Versuche mit einem Bordhubschrauber stattfanden. Getestet wurden Sikorsky HO4S Whirlwind-Maschinen.

### Die in Australien entstandenen River-Fregatten

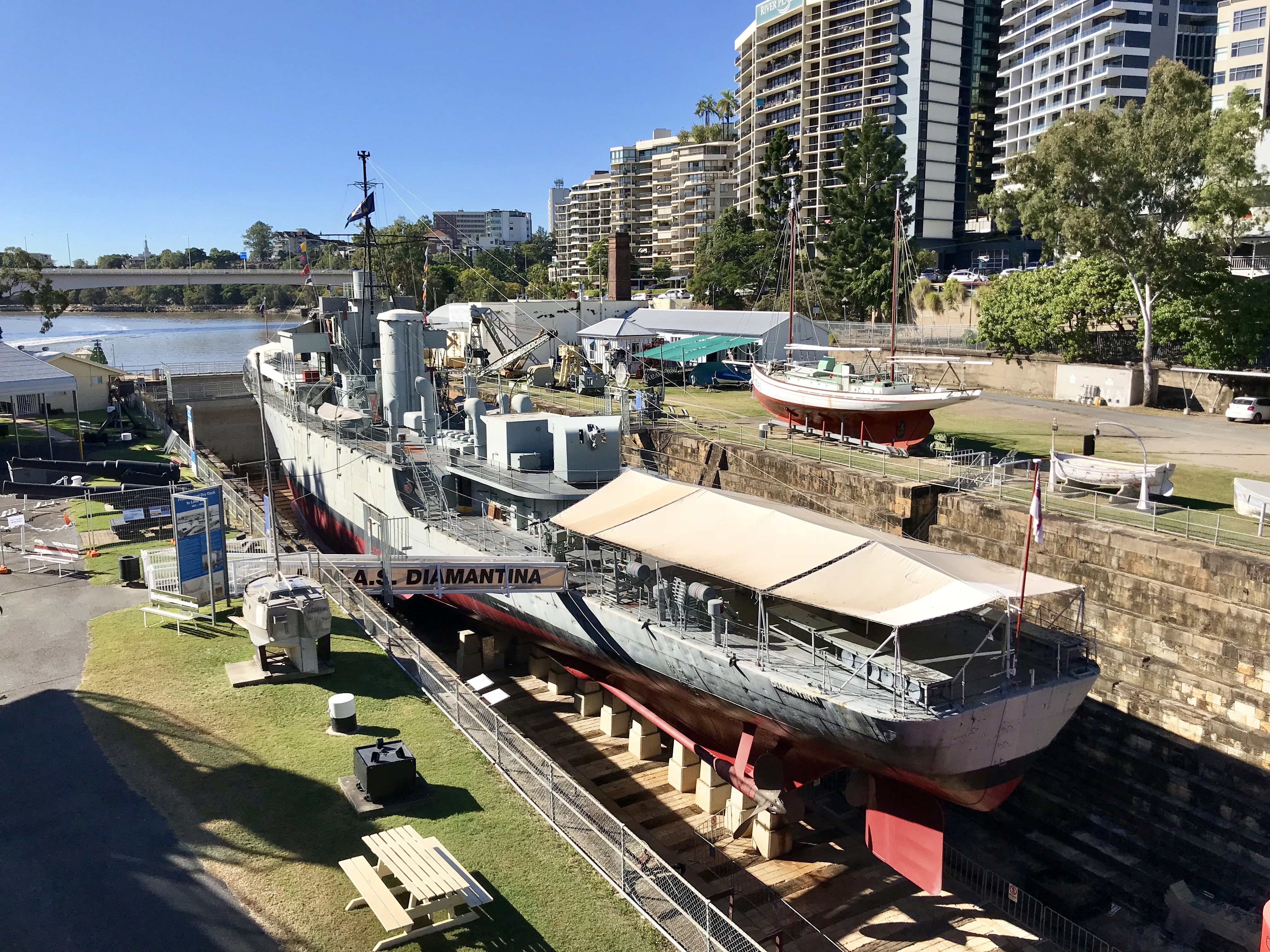
Die Diamantina 2018
im Queensland Maritime Museum

In Australien wurde im Januar 1942 der Bau der ersten River-Fregatte für die Royal Australian Navy (RAN) begonnen. Bis zum Jahresende waren dort vier Schiffe im Bau. Als erste Einheit wurde am 18. November 1943 die bei Morts Dock in Sydney gefertigte Gascoyne von der RAN in Dienst genommen. Bis zum Kriegsende konnten 1944 drei und 1945 noch zwei weitere River-Fregatte in Dienst gestellt werden. Bis Ende wurde 1945 wurden noch drei weitere Fregatten fertiggestellt, darunter mit der Murchison das erste Schiff der verbesserten 2. Serie, von der bis zum April 1947 noch drei weitere Einheiten folgten. Zehn geplante weitere Einheiten des dann Bay-Klasse genannten Typs wurden schon im Lauf des Jahres 1944 wieder gestrichen.
Die australischen Einheiten waren in der Folgezeit meist nur zeitweise im Dienst, die vier Schiffe der 2. Serie waren nacheinander im Koreakrieg im Einsatz. Die zur ersten Serie gehörende Lachlan wurde 1949 an Neuseeland abgegeben, wo sie bis 1975 als Vermessungsschiff im Einsatz blieb.

Die bei der RAN verbliebenen Einheiten wurden zwischen 1961 und 1972 zum Abbruch verkauft. Allerdings blieb die von 1959 bis 1980 als Vermessungsschiff eingesetzte Diamantina als Museumsschiff im Queensland Maritime Museum erhalten.
| HMAShip    |                     | Bauwerft                       | Kiellegung | Stapellauf | in Dienst     | a. D.      | Schicksal |
| ---------- | ------------------- | ------------------------------ | ---------- | ---------- | ------------- | ---------- | --- |
| Barcoo     | K/F375, A245        | Cockatoo1, Sydney              | 21.10.1942 | 26.08.1943 | 17.01.1944²   | 21.02.1964 | nach dem Weltkrieg Vermessungsschiff, am 15. Februar 1972 an kanadische Firma zum Abbruch verkauft, der auf Taiwan erfolgte.             |
| Barwon     | K406                | Cockatoo Docks²                | 31.05.1943 | 3.08.1944  | 10.12.19458   | 31.03.1947 | Reserve, am 17. August 1962 zum Abbruch verkauft                                                                                         |
| Burdekin   | K376                | Walkers1, Maryborough          | 17.01.1942 | 30.06.1943 | 27.06.1944³   | 18.04.1946 | in Reserve, am 9. November 1960 gestrichen. Am 21. September 1961 zum Abbruch verkauft, der in Japan erfolgte.                           |
| Diamantina | K/F377, A266,GOR266 | Walkers²                       | 12.04.1943 | 6.04.1944  | 27.04.19456   | 21.02.1980 | 1959 bis 1980 Vermessungsschiff, als Museumsschiff im Queensland Maritime Museum erhalten.                                               |
| Gascoyne   | K/F354, A276        | Morts Dock1, Sydney            | 3.07.1942  | 20.02.1943 | 18.11.19431   | 1.02.1966  | 1959 bis 1966 Vermessungs- und Forschungsschiff, am 15. Februar 1972 zum Abbruch verkauft.                                               |
| Hawkesbury | K/F363              | Morts Dock²                    | 24.08.1942 | 24.07.1943 | 5.07.19444    | 14.02.1955 | ab Mai 1947 in Reserve, wieder eingesetzt ab Juli 1952, am 14. Februar 1955 wieder in Reserve; am 15. Februar 1972 zum Abbruch verkauft. |
| Lachlan    | K/F364              | Morts Dock³                    | 22.03.1943 | 25.03.1944 | 14.02.19455   | 5.10.1949  | an die Royal New Zealand Navy als Lachlan abgegeben, als Vermessungsschiff bis 1974 im Einsatz.                                          |
| Macquarie  | K/F532              | Morts Dock4                    | 3.12.1943  | 3.03.1945  | 7.12.1945     | 17.03.1954 | am 5. Juli 1962 zum Abbruch verkauft |
| 2. Serie   |                     |                                |            |            |               |            | |
| Condamine  | K/F698              | NSW Dockyard, Newcastle        | 30.10.1943 | 11.04.1944 | 22.02.194610. | 2.12.1955  | im Koreakrieg von Juli 1952 bis April 1953 und März bis November 1955 eingesetzt; im September 1961 zum Abbruch verkauft.                |
| Culgoa     | K/F408, A256        | NDy Williamstown, Williamstown | 15.07.1943 | 22.09.1944 | 1.04.194712.  | 15.04.1954 | vor Korea 1953 eingesetzt, am 15. Februar 1972 zum Abbruch nach Taiwan verkauft.                                                         |
| Murchison  | K/F442              | Evans Deakin, Brisbane         | 3.06.1943  | 31.03.1945 | 17.12.19459.  | 31.01.1956 | 1951/52 vor Korea eingesetzt, am 21. September 1961 zum Abbruch verkauft.                                                                |
| Shoalhaven | K/M/F535            | Walkers³                       | 18.12.1943 | 14.12.1944 | 2.05.194611.  | 19.12.1955 | 1950 vor Korea eingesetzt, 1954 in Reserve, im Januar 1962 zum Abbruch verkauft.                                                         |

| am 4.04.1944 gekündigt:  | HMAS Bogan K09    | Campaspe K424 | Murrumbidgee K534 | Williamstown K66 | Wimmera         |
| am 12.06.1944 gekündigt: | HMAS Balmain J467 | Naomi K55     | Nepean J468       | Warburton K533   | Wollondilly K98 |

## Weitere Nutzer von Fregatten der River-Klasse

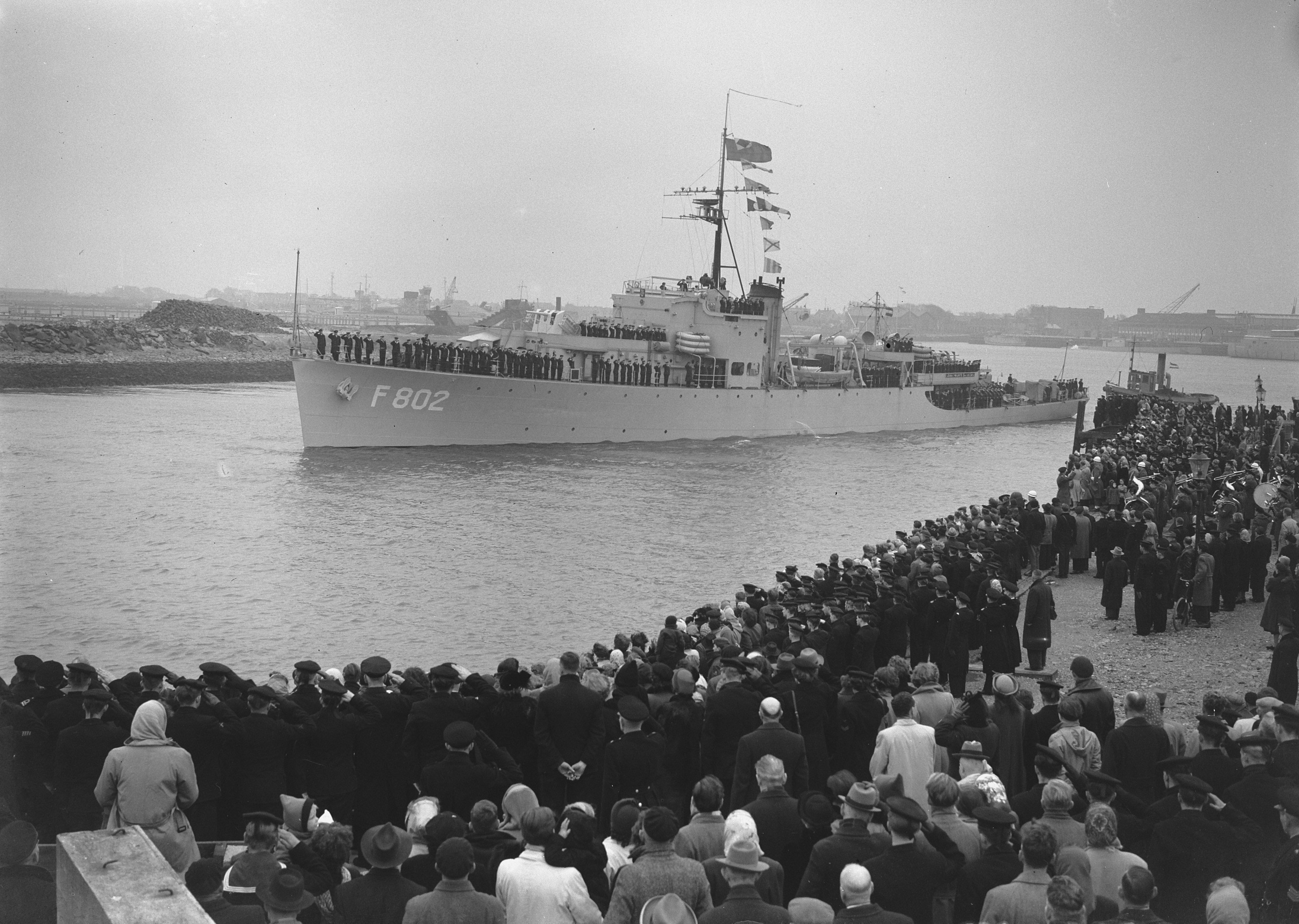
Johan Maurits van Nassau läuft nach Korea aus

Schon während des Weltkriegs gab es die ersten Marinen, die Schiffe dieser Klasse in Dienst nahmen. So setzten nicht nur Royal Navy (RN), Royal Canadian Navy (RCN) und Royal Australian Navy (RAN) sowie die US Navy Einheiten dieser Klasse ein.

Erster weiterer Nutzer war die Koninklijke Marine der Niederlande ab der Fertigstellung der Johan Maurits van Nassau (ex Ribble) am 25. Juni 1943. In der Konvoisicherung eingesetzt blieb sie ein Einzelschiff, das am 18. April 1958 außer Dienst gestellt und 1959 verschrottet wurde.
1944 erhielten die Forces françaises libres sechs Fregatten der River-Klasse:
erstes Schiff war am 21. Januar 1944 L'Aventure (gebaut als HMS Braid,1950: F707), die 1964 abgebrochen. Es folgten 
im Februar 1944 La Découverte (ex Windrush,1950: F712), die auch bis 1964 in Dienst blieb. Sie wurde danach noch als stationäres Trainingsschiff Lucifer für die Feuerwehr in Querqueville, Frankreich genutzt;
ab 3. März 1944 wurde die neue L’Escarmouche (gebaut als Frome, ab 1950: F709), die 1957 in L'Ailette umbenannt wurde und ab Juni 1961 verschrottet wurde; 
ab 6. Juni 1944 La Surprise (ex Torridge, ab 1950: F708), die 1964 nach Marokko verkauft wurde, wo sie als Königsyacht Al Maounagenutzt wurde; 
am 25. September 1944 Croix de Lorraine (ex Strule/Glenarm, 1950: F710), die im September 1961 außer Dienst gestellt wurde sowie 
am 15. Oktober 1944 Tonkinois (ex Moyola, ab 1950: F711), die 1953 in La Confiance umbenannt wurde, schon 1953 außer Dienst gestellt und schließlich 1961 abgebrochen wurde.
Am 10. Juni 1945 übernahm Südafrika die Teviot und 26. Juli 1945 auch die Swale, die aber schon Anfang 1946 von der Südafrikanischen Marine an Großbritannien zurückgegeben wurden.

Am 20. Oktober 1945 erhielt Dänemark die Holger Danske (F338) (ex Monnow), die am 1. August 1959 außer Dienst gestellt und dann 1960 abgewrackt wurde. Dazu kam dann noch die Niels Ebbesen (F339) (ex Annan), die vom 27. November 1945 bis 8. Mai 1963 in der Dänischen Flotte eingesetzt und dann auch abgebrochen wurde.

Ab Dezember 1945 erfolgte die Abgabe von sechs River-Fregatten an die da noch britische Indische Marine mit Tir (ex Bann, schon 1948 Schulschiff, September 1977 gestrichen), Shamsher (ex Nadder, ab 1948 Pakistanische Marine) und Dhanush (ex Deveron, ebenfalls 1948 an Pakistan als Zulfiquar), dazu von März bis Dezember 1946 Tamar (ex Aire), ab April Kukri (ex Trent, später Khukri, ab 1951 Vermessungsschiff Investigator, 1975 abgebrochen), sowie von Mai 1946 bis April 1947 Neza (ex Test), die auch an die Royal Navy zurückgegeben wurde. Indien erwarb 1947/48 noch zwei kanadische River-Fregatten, die 1950 als Lotsenschiffe Hoogly (ex Waskesiu) und Bengal (ex Kokanee) in Dienst kamen und ab 1965 abgebrochen wurden.

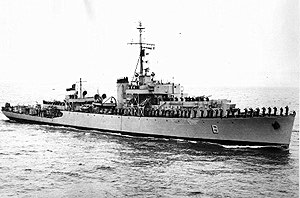
Esmeralda 1946

Im Frühjahr 1946 erwarb Chile von Kanada drei Fregatten der River-Klasse: aus der HMCS Glace Bay wurde am 30. März 1946 die 6.Esmeralda der Chilenischen Marine, die am 29. Juni 1946 in Valparaíso eintraf, 1952 wurde das Schiff in Baquedano umbenannt, da die chilenische Marine ihr neues Segelschulschiff Esmeralda nannte, unter dem neuen Namen blieb die Fregatte bis 1960 im Dienst der Chilenischen Marine.
Gleichzeitig wurden die Iquique (ex Joliette) und Covadonga (ex Sea Cliff) gekauft und nach Chile überführt, die bis 1975 im Dienst blieben.

1946 wurde auch die USS Asheville (PF-1), die in Kanada gebaute 1. Geleit-Fregatte der US Navy, nach Argentinien verkauft, wo sie als Hercules am 18. Februar 1948 in Dienst kam. Ab 1961 diente die Fregatte als Vermessungsschiff Juan B. Azopardo (GC 11) bis 1973. Neben der Hercules erhielt die Brasilianische Marine auch drei in den USA gebaute ähnliche Schiffe der Tacoma-Klasse mit Heroína (ex-USS Reading), Sarandí (ex-USS Uniontown) und Santísima Trinidad (ex-HMS Caicos).

Ebenfalls 1946 erhielt die Dominikanische Republik mit der HMCS Carlplace (K664) eine Fregatte der River-Klasse. Die in Presidente Trujillo (F101) umbenannte Fregatte diente dem Präsidenten Rafael Trujillo als Staatsyacht mit zusätzlichen Aufbauten und zusätzlichen Räumen und Unterbringungsmöglichkeiten. Nach der Ermordung Trujillos und dem Sturz seiner Familie 1961 wurde das Schiff wieder bewaffnet und als Schulschiff mit dem neuen Namen Mella (ab 1968:F451) genutzt. Erst 1998 wurde das Schiff außer Dienst gestellt und sollte künftig als Museumsschiff dienen. Ein Versuch, das Schiff nach Kanada als Museumsschiff zu verkaufen, scheiterte an dem schlechten Zustand des Schiffes und den vielen Umbauten des Schiffes seit dem Dienst in der RCN. Schon am 19. März 1948 hatte die Dominikanische Republik mit der US-amerikanischen Natchez (PF-2) ein weiteres Schiff der Klasse erworben, das als Juan Pablo Duarte (F102) in den Dienst gestellt wurde. Schon im November 1949 lief die Fregatte nahe Puerto Plata auf und musste wegen erheblicher Schäden außer Dienst gestellt werden. Das Schiff wurde an einen Ingenieur verkauft, der es reparieren ließ und als Yacht Moineau wieder in Fahrt brachte; 1959 erfolgte der Abbruch der ehemaligen Fregatte.
1948 verfügte die Marine der Dominikanischen Republik noch über zwei sehr ähnliche Fregatten der amerikanischen Tacoma-Klasse mit Presidente Troncoso (F103, ex Knoxville PF-64) und Presidente Peynado (F104, ex Pueblo PF-13). Nach dem Sturz der Trujillo-Diktatur wurden beide Schiffe umbenannt und erhielten 1962 die Namen Gregorio Luperón (F103, 1968:F452) bzw. Capitán General Pedro Santana (1968:F453). Beide Schiffe waren bei der US Navy zuletzt als Wetterschiffe mit einer Besatzung der US Coast Guard eingesetzt gewesen und verfügten nicht über U-Boot-Abwehrwaffen; 1979 wurden beide Schiffe ausgesondert.
Nach einer kleinen Überholung in Dartmouth begannen am 30. März 1947 in Halifax die Fregatten Teniente Ferré (F 3, ex Poundmaker) und Teniente Palacios (F 2, ex Woonsocket) unter neuer Flagge ihrer Überführungsfahrt in ihr neues Heimatland Peru. 1952 bis 1954 wurde die Bewaffnung der Schiffe erneuert, die britisch-/kanadische Bewaffnung und die Detektoren an Bord wurden durch Waffen und Geräte der US Navy ersetzt; die Fregatten verfügten danach über drei 76 mm-L/50-Mk.21-Kanonen und zwei 40 mm-L/60-Bofors-Zwillingsgeschütze. Ab 1953 fielen die Dienstgrade der Namensgeber weg und 1966 wurden die beiden Fregatten ausgesondert. Neben den beiden ehemals kanadischen Fregatten verfügte die peruanische Marine ab Mai 1947 auch über eine ähnliche ex-US-amerikanische Tacoma-Fregatte mit der Teniente Gàlvez (F 1, ex Woonsocket), die schon Ende 1961 ausgesondert wurde.

Am 25. Mai 1947 kam die Fregatte Fal (K266) zur Burma Royal Naval Volunteer Reserve. Die im Juli 1943 in Dienst gekommene Fregatte
diente während des Krieges meist vor Westafrika und war bei Kriegsende in einem sehr schlechten Zustand. Eine direkte Rückführung war nach einer Kollision in Freetown 1946 nicht mehr möglich und das Schiff wurde nach Südafrika zur Reparatur überführt. Am 25. Mai 1947 kam die Fregatte als Mayu zur Burma Royal Naval Volunteer Reserve und wurde am 4. Januar 1948 Flaggschiff der dann selbstständigen Marine Burmas. Das Schiff war ein Geschenk Großbritanniens. Ende der 50er-Jahre wurde die Bewaffnung des Schiffes stark reduziert und die Unterwasserwaffen ganz entfernt. Erst am 28. September 1979 wurde das Schiff außer Dienst gestellt und blieb an Land gezogen als Museumsschiff erhalten.

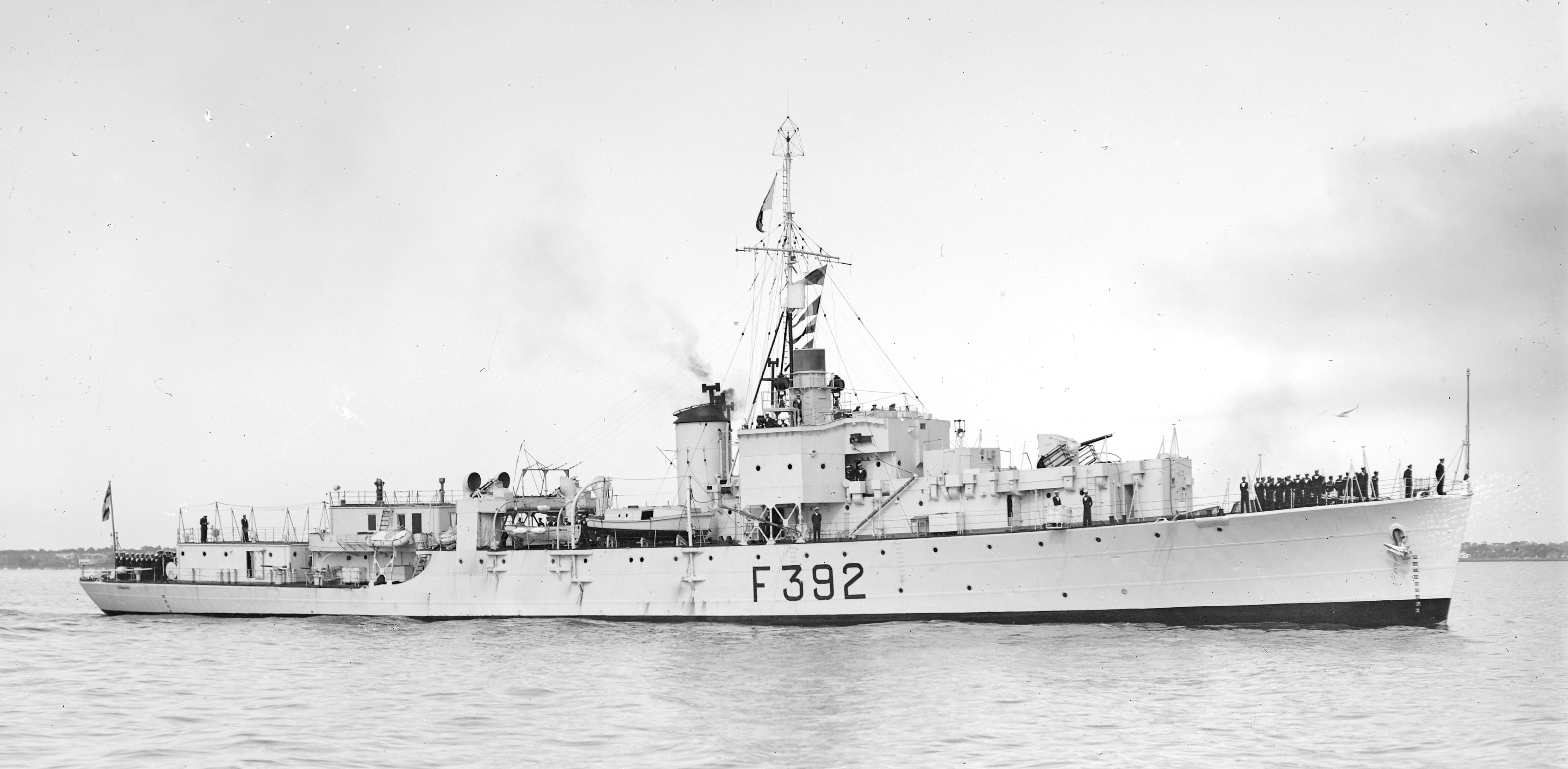
Die pakistanische Shamsher (F392)

Die Teilung Britisch Indiens Mitte August 1947 führte zur Aufteilung der Royal Indian Navy; Teile der Ausrüstung und des Personals gingen an die damals Royal Pakistan Navy, darunter die beiden River-Fregatten Shamsher (ex Nadder) und Dhanush (ex Deveron). Letztere wurde in Zulfiquar umbenannt und seit 1951 meist als Vermessungsschiff eingesetzt. Mit der Operation Trident hatte die indische Marine im Indisch-Pakistanischen Krieg 1971 Pakistan in der Nacht zum 5. Dezember erfolgreich mit Raketen-Schnellbooten angegriffen. Eine Fokker-Friendship-Aufklätrungsmaschine der Pakistanischen Luftwaffe hielt die ankernde Zulfiquar am frühen Morgen des 6. Dezember für ein indisches Raketen-Schnellboot und alarmierte pakistanische F-86 Sabre griffen die alte Fregatte an, die von fast 1000 Schuss der eigenen Jagdflugzeuge getroffen wurde und auf der etliche Offiziere und Mannschaften starben. Mangelnde Aufklärungsbereitschaft der Luftwaffe zum Hergang des Vorfalls führte zu einem Dauerkonflikt zwischen den beiden pakistanischen Teilstreitkräften. Das auch 1947 bei der Teilung übernommene Schwesterschiff Shamsher (F392) diente seit seiner Indienststellung im November 1948 als Schulschiff und wurde schon 1960 ausgesondert.
Im November 1948 erwarb das damals mit Großbritannien verbündete Ägypten die Fregatten Nith als Domiat, Spey als Rashied und Usk als Abikir. Die Fregatten wurden in Großbritannien überholt, von ihren neuen Besatzung übernommen und nahmen bis zum Frühjahr 1950 ihren Dienst in Ägypten auf.
Die Domiat lief in der Nacht zum 31. Oktober 1956 im Roten Meer in einen britischen Verband und wurde vom britischen Leichten Kreuzer New Foundland zusammengeschossen und von dessen Begleitzerstörer Diana endgültig versenkt, der noch 69 Überlebende retten konnte.
Die ehemalige Usk wurde als Sperrschiff am 1. November im Suezkanal versenkt und nach Ende des Krieges gehoben und abgebrochen.
Nur die ehemalige Spey, das zweite Schiff der Klasse, überlebte den Suezkrieg und wurde als Rashied in Ägypten zuletzt als Tender der ägyptischen U-Boote genutzt. 1950 hatte Ägypten noch zwei Fregatten der ähnlichen amerikanischen Tacoma-Klasse erworben, die als Kurzstrecken-Passagierschiffe dienen sollten. Die ehemaligen Fregatten Papua und Tobago wurden im Mai 1953 doch an die Ägyptische Marine abgegeben. Anscheinend waren keine weiteren Arbeiten an ihnen erfolgt, als sie wie die ehemalige Usk als Blockschiffe im Kanal versenkt worden. Auch diese ehemaligen Fregatten, die in Großbritannien der Colony-Klasse zugerechnet werden, wurden anschließend verschrottet.

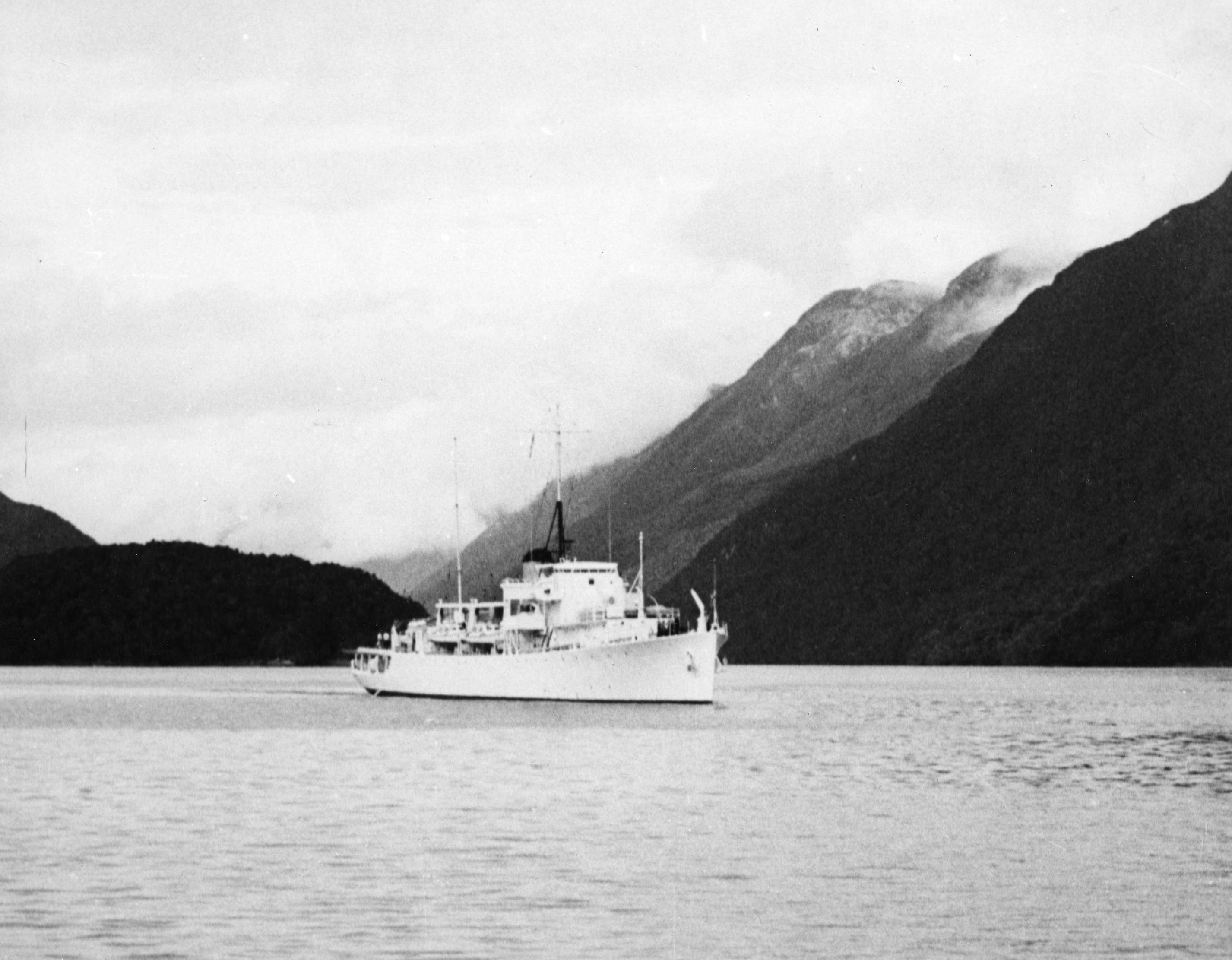
Das Vermessungsschiff Lachlan

1949 erhielt die Portugiesische Marine mit Diogo Gomes (F331, ex Awe) und Nuno Tristão (F332, ex Avon) zwei Fregatten der River-Klasse. 1959 wurde die ursprüngliche U-Jagd-Bewaffnung entfernt und durch zwei Squid-Werfer ersetzt. Dazu erhielten zumindest die Nuno Tristão eine Landeplattform für Hubschrauber, von der 1964 im Kolonialkrieg eine Alouette II eingesetzt wurde und Transport- und Sanitätsflüge ausführte. Diogo Gomes schied 1968 aus der Flotte aus, 1970 folgte Nuno Tristão.

In Erwartung eines Neubaus stellte die Neuseeländische Marine am 5. Oktober 1949 für drei Jahre die abgerüstete, australische Fregatte Lachlan als Vermessungsschiff in Dienst. Nach mehreren Verlängerungen kaufte Neuseeland 1963 das Schiff für 16.000 £. Erst am 13. Dezember 1974 wurde das Schiff schließlich außer Dienst gestellt.
1949 bis 1952 ordnete Israel drei ehemals kanadische River-Fregatten in seine Marine ein, die zuvor in den privaten Bereich verkauft worden waren. Mivtah (K 28, Hebräisch: מִבְטָח, lit. sicherer Hafen, ex Orkney), zuletzt Auswandererfähre, wurde als erstes Schiff dieser Klasse in die Marine Israels eingeordnet. Es folgten zwei weitere ehemals kanadische River-Fregatten mit Misgav (K-30, ex Strathadam) und Miznak (K-32, ex Hallowell) 1958 wurden zwei Fregatten nach Ceylon verkauft. Nur Misgav, die im August 1953 auf dem Rückmarsch von einem Manöver den Einwohnern von Kefalonia nach einem Erdbeben geholfen hatte, verblieb in Israel und wurde abgebrochen. Die beiden anderen Fregatten wurden wohl 1958 an die Marine Ceylons abgeben.

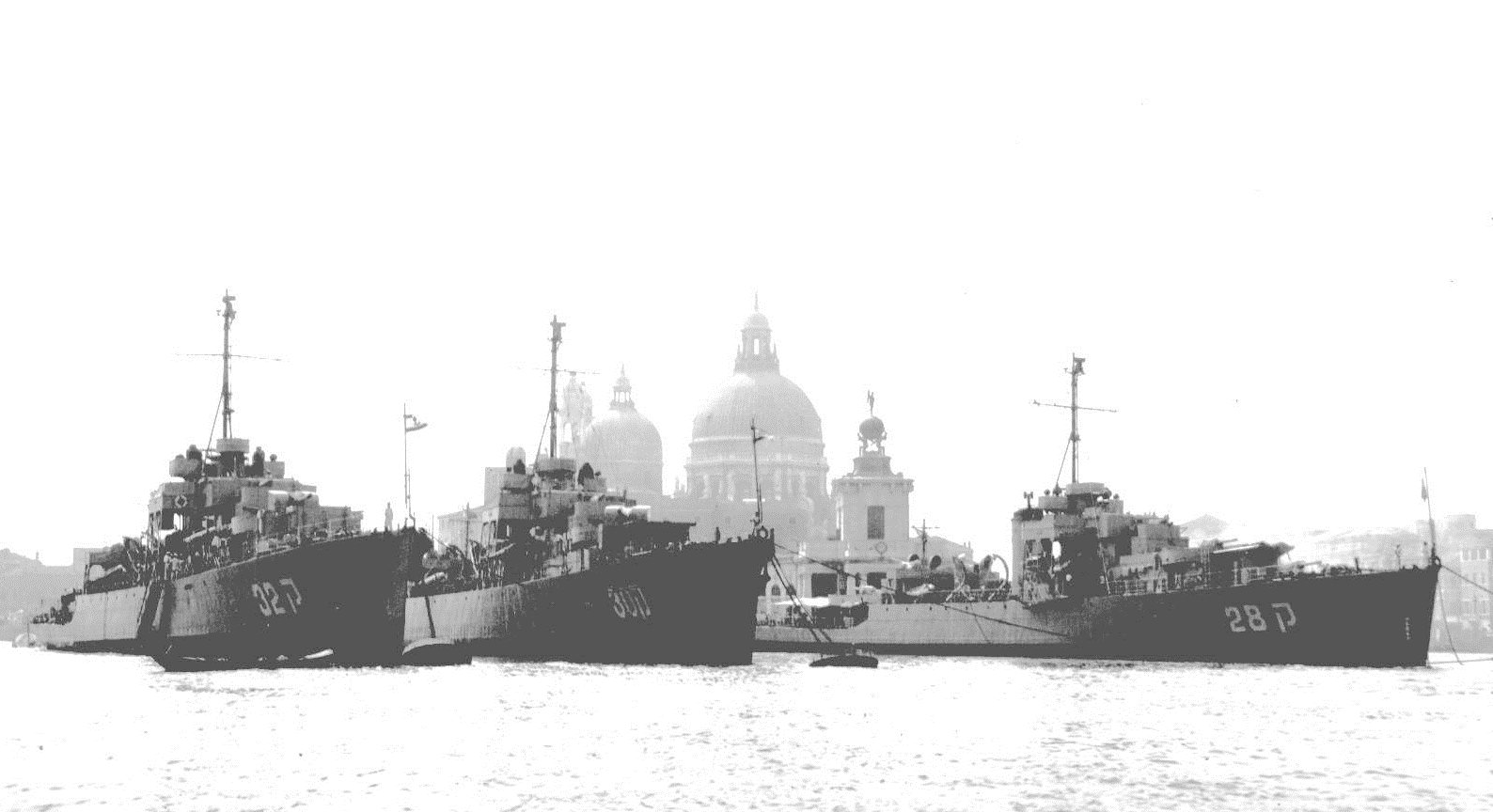
Besuch der drei israelischen River-Fregatten in Venedig 1954

Das für die Schiffe notwendige Personal wurde in Israel ausgebildet. Aus der Mivtah wurde 1959 die Mahasena, die dann im Juni 1964 in Singapur abgebrochen wurde. Die Miznak (ex Hallowell) wurde in Gajabahu nach einem früheren König Ceylons umbenannt. Die Fregatte nahm an vielen internationalen Übungen teil und führte viele Auslandsbesuche durch. Ceylon reduzierte nach einem 1962 gescheiterten Militärputsch seine Streitkräfte und die Fregatte verblieb als einzige größere Marineeinheit. In den 80er-Jahren schied das Schiff aus dem aktiven Dienst aus, verblieb aber als Übungsschiff bei der Naval and Maritime Academy in Trincomalee.
Schon vor dem späteren Sri Lanka wurde 1956 Norwegen Nutzer von Fregatten der River-Klasse. Das NATO-Mitglied erwarb vom NATO-Partner Kanada drei nach dem Weltkrieg total modernisierte Fregatten.  Penetang wurde in Draug am 10. März 1956 umbenannt und blieb bis 1966 im Dienst der Norwegischen Marine. Wie die beiden anderen Fregatten wurde die Draug vorrangig im Fischereischutz eingesetzt. Das Schwesterschiff Troll (ex Prestonian bis zum 24. April 1956) wurde 1965 U-Boot-Tender und in Horten umgetauft; 1972 wurde das Schiff ausgesondert und abgebrochen. Bereits am 14. April 1956 war die Toronto in Garm umbenannt worden. Nach neun Jahren gemeinsamen Dienst der drei Fregatten wurde die Troll 1965 zum S-Boot-Tender Valkyrien umgebaut; in dieser Funktion verblieb das Schiff bis zu seinem Abbruch 1977 im Dienst der Norwegische Marine.
Als letzter neuer militärischer Nutzer übernahm Marokko 1964 die französischen Fregatte La Surprise (ex Torridge) und rüstete die Fregatte zur Königsyacht Al Maouna (033, später 031) um. Bewaffnet war das Schiff mit zwei 105-mm-L/45-C/32-Kanonen auf dem Vorschiff, drei 40-mm-L/60-Kanonen und zwei 20-mm-L/70-Oerlikons und erhielt ein Hubschrauber-Deck und Zusatzräume auf dem Achterdeck. Im März 1965 war die Yacht einsatzbereit; 1975 wurde die ehemalige Fregatte ausgesondert und abgebrochen.